# Paul J. Knight
Paul J. Knight (1960) es un botánico, profesor estadounidense, desarrollando actividades académicas en la Unidad de Herbario UNM, Departamento de Biología, Universidad de Nuevo México, Albuquerque.

## Algunas publicaciones
- Timothy K. Lowrey, Paul J. Knight. Townsendia gypsophila (Compositae: Astereae): a new species from northern Nuevo México. Brittonia 46 (3 ) : 194-199, DOI: 10.2307/2807232 en línea (enlace roto disponible en Internet Archive; véase el historial, la primera versión y la última).

### Libros
- 1978. The role of seed morphology in identification of archeological remains. Ed. University of New Mexico. 320 pp.
- Anne C. Cully, Paul J. Knight, Denise Gross. 1987. A Handbook of vegetation maps of New Mexico counties. Ed. New Mexico Natural Resources Dept. 135 pp.

## Honores

### Epónimos
- (Fabaceae) Astragalus knightii Barneby[1]

- La abreviatura «P.J.Knight» se emplea para indicar a Paul J. Knight como autoridad en la descripción y clasificación científica de los vegetales.[2]